# Héctor Mario Pérez Villareal
Héctor Mario Pérez Villareal (* 20. Februar 1970 in Monterrey) ist ein mexikanischer Geistlicher und römisch-katholischer Weihbischof in Mexiko-Stadt.

## Leben
Héctor Mario Pérez Villareal begann zunächst eine Ausbildung zum Wirtschaftsprüfer und trat 1992 in das Priesterseminar des Erzbistums Monterrey ein, an dem er Philosophie studierte. Seine theologischen Studien absolvierte er ab 1995 an der Päpstlichen Universität von Mexiko, an der er das Lizenziat in Dogmatik erwarb. Er empfing am 9. Januar 1999 das Sakrament der Priesterweihe für das Erzbistum Monterrey.
Neben Aufgaben in der Pfarrseelsorge war er als Jugendseelsorger und Präfekt sowie Studienkoordinator am Priesterseminar tätig. Nach weiteren Studien wurde er an der Päpstlichen Universität Gregoriana promoviert. Zeitweise war er Bischofsvikar und seit 2018 Mitglied der Gesundheitskommission für die Priester des Erzbistums. Er war in der Vermögensverwaltung des Erzbistums tätig und lehrte Ekklesiologie am Priesterseminar. Außerdem war er als Kaplan mehrerer Schwesternkonvente tätig.
Am 25. Januar 2020 ernannte ihn Papst Franziskus zum Titularbischof von Bennefa und zum Weihbischof in Mexiko-Stadt. Der Erzbischof von Mexiko-Stadt, Carlos Kardinal Aguiar Retes, spendete ihm und den mit ihm ernannten Weihbischöfen Luis Pérez Raygosa und Francisco Daniel Rivera Sánchez MSpS am 19. März desselben Jahres die Bischofsweihe. Der Weihegottesdienst in der Basilika Unserer Lieben Frau von Guadalupe in Mexiko-Stadt fand wegen der COVID-19-Pandemie weitgehend unter Ausschluss der Öffentlichkeit statt. Kardinal Aguiar Retes ernannte ihn im Anschluss an die Weihe zum Bischofsvikar für die Laien.